# 페스카마 15호 사건
페스카마호 사건(PESCAMAR號事件)은 1996년 8월 3일경 남태평양에서 조업중이던 파나마 국적의 참치잡이 원양어선 페스카마호에서 선상반란이 일어나 한국인 선원 7명을 포함한 11명의 선원이 살해된 사건이다. 당시 변호사였던 문재인이 변호하여 1심에서 사형이었던 형이 무기징역으로 감형된 사건으로 유명하다.

## 사건 경위

### 사건 배경
페스카마15호
페스카마15호(PESCAMAR No.15)는 1978년에 일본의 조선소에서 건조된, 25명이 승선하는 254톤급 참치잡이 어선이다. 배의 이름은 ‘바다에서 고기를 잡는다’는 의미이다. 사고 당시 배의 선적은 파나마, 선주는 오션 인더스트리이지만 실제 운항관리는 대현수산이, 선원 송출은 제양이 맡고 있어서, 경찰은 업체가 배를 중고로 구입하여 허가가 나지 않아 해외에 페이퍼 컴퍼니를 설립, 이용한 것으로 의심하였다.
원양어선의 외국인 선원
한국인들이 국민소득이 높아지면서 선원직을 기피하게 되었고, 인력난으로 경험이 없거나 임금이 적게 드는 개발도상국의 노동력을 이용하는 경우가 많아져 한국인 선원보다 외국인 선원의 비율이 많아졌다. 외국인 선원들은 경력 부족, 저임금과 체불, 무리한 작업, 차별 대우, 문화적 차이와 의사 소통으로 문제를 겪었고, 원양어업은 갈등과 폭력이 발생하기 쉬운 환경에 놓이게 되었다.

### 조난과 구조
조난
1996년 8월 19일, 선원송출회사 제양은 부산해양경찰서에 8월 3일 이후로 연락이 없는 페스카마호의 실종 신고를 접수하였다. 보도에 의하면, 페스카마호는 6월 7일 한국인 선원 8명과 인도네시아 선원 10명을 태우고 부산항을 출발하였고, 6월 15일 괌에서 조선족 선원 7명을 태우고 남태평양 사모아 부근에서 조업중이었고, 조선족 선원들의 조업 거부로 선원 교체를 위해 8월 13일 사모아 어업기지로 입항할 예정이었으나, 8월 3일의 교신을 끝으로 통신이 두절되고 입항도 하지 않았다.
구조 및 조사
1996년 8월 24일 18시 30분경, 일본 해상보안청 경비정이 동경만 남쪽 해상에서 표류중인 페스카마호를 발견하였다. 발견 당시 페스카마호에는 한국인 1명과 인도네시아인 6명이 승선해 있었고, 조선족 6명이 감금된 상태였다. 일본 해상보안청은 선원들을 조사하고 그 결과를 부산해운청에 알렸다. 7월 30일 남태평양에서 조업중이던 페스카마호의 조선족들이 선상생활이 힘들다고 조업을 거부, 귀국시켜 줄 것을 요청하였고, 8월 2일 페스카마호가 사모아로 귀항하던 도중 중국 교포 선원들이 한국인 선원 7명과 인도네시아 선원 3명, 중국 교포 선원 1명을 살해했으며, 이를 인도네시아 선원 6명이 제압한 후에 선박이 표류되었다는 것이다.
한국에 인도
일본 해상경비대는 한국이 일본 정부에 선박의 인도를 요청하였으나, 사건이 한국, 중국, 인도네시아, 온두라스와 관련되어 있어서 5개국 관리들이 협의할 예정이라고 밝혔다. 사고 선박이 일본 내에서 발견되었으므로 국제 관례에 따라 일본에서 1차로 조사를 하게 되었고, 한국 정부에서는 사망자 중에 한국인 수가 가장 많으므로 한국에서 이후의 조사를 해야 한다고 주장하였다. 페스카마호는 8월 26일 일본 영해에서 공해상으로 이동되었고, 한국 정부는 중국측에 한국이 예인과 사법 처리에 관한 관할권을 행사할 것을 통보하였다. 8월 28일, 부산 해경의 구난함이 페스카마호와 선원들을 인도받았고, 8월 31일에 부산에 입항하였다.

## 사건 수사
부산해양경찰서는 일본 도리시마 서쪽 해상으로 구난함을 보내어 8월 28일 일본 해상보안청으로부터 페스카마호와 선원과 관련 서류 일체를 인수하고, 6명을 체포하였다. 보도 내용을 참고하여 재구성한 사건의 전모는 다음과 같다.

### 사건의 전말
페스카마호는 1996년 6월 7일, 남태평양에서 조업을 하기 위해 한국인 선장을 포함한 한국인 선원 7명과 인도네시아 선원 10명을 싣고 부산남항을 출항하였다. 6월 15일에는 괌에서 조선족 선원 7명을 추가로 실었다. 조업중이었던 8월 2일에는 육지에서 맹장수술을 받기 위해 다른 원양어선으로부터 승선한 동원수산 소속 실습기관사가 추가되었다.
6월 27일부터 남태평양에서 조업을 시작하였으나, 조선족 선원들은 작업에 익숙하지 않았고, 선장이 기합을 주자 뱃일이 힘들다고 하선을 요청하였다. 인도네시아 선원 1명은 다른 배에 옮겨탔다. 8월 1일에는 선장이 더 이상 정상 조업이 불가능하다고 판단, 조선족 선원들을 사모아에 하선증명서 없이 하선하기로 결정하였다.
조선족 선원들은 8월 2일 새벽에 선장을 살해하고 이용가치가 있다고 살려 두기로 한 1등항해사를 제외한 나머지 한국인 선원들을 조타실로 한 명씩 불러내어 살해했다. 살해된 시신은 바다에 던졌다. 타 선박에서 중도 승선한 실습선원도 산 채로 바다에 빠뜨렸다.
해사고3학년 학생도 죽였다.
8월 24일, 페스카마호가 일본 도리시마 부근을 지나면서 연료 소모로 기울어졌고, 이를 바로잡기 위해 조선족 선원 5명과 인도네시아 선원 3명이 냉동창고에서 작업하다가 인도네시아 선원들이 조선족 선원들을 창고에 가두는 데에 성공하였다. 나머지 조선족 1명도 한국인과 인도네시아인 선원들이 협력하여 포박하였다. 1시간 후, 인근에 일본의 어업지도선이 지나갔고, 생존자가 일본 선박까지 직접 헤엄쳐 도움을 요청하였다.

## 재판
이 사건은 형법의 장소적 적용범위에 있어 속지, 기국, 속인, 보호, 세계주의 중 형법 제6조의 보호주의가 적용되었다. 검찰은 조선족 선원 6명을 해상강도살인, 사체유기, 폭력행위등 처벌에 관한 법률 위반으로 기소하였다. 1996년 12월 24일 열린 공판에서 선원들을 살해한 중국 교포 노동자 6명은 모두 사형 판결을 받았고, 문재인이 변호한 2심에서 전재천을 제외한 5명이 무기징역으로 감형되었다. 1997년 7월 25일, 대법원에서는 피고인들의 항소를 기각하고 원심을 확정했다. 전재천은 이후 주동자가 아니라며 억울함을 호소했는데, 이 때문인지는 알 수 없으나 2007년 말 노무현 대통령(당시 비서실장 문재인) 특별사면으로 무기징역으로 감형되었고, 여섯 명 모두 지금도 무기수의 신분으로 교도소에서 복역중이다.
인도네시아 선원들 중 실습생 살인에 연관된 3명에 대해서 수사한 검찰은 이들을 불구속 상태로 수사하였으나 이들이 조선족 선원들의 강압을 거부할 경우 본인의 생명을 구할 수 없는 상황이었음을 인정하여 형법 제12조 강요된 행위를 적용해 불기소 처분했다.